# 띠 (생초)

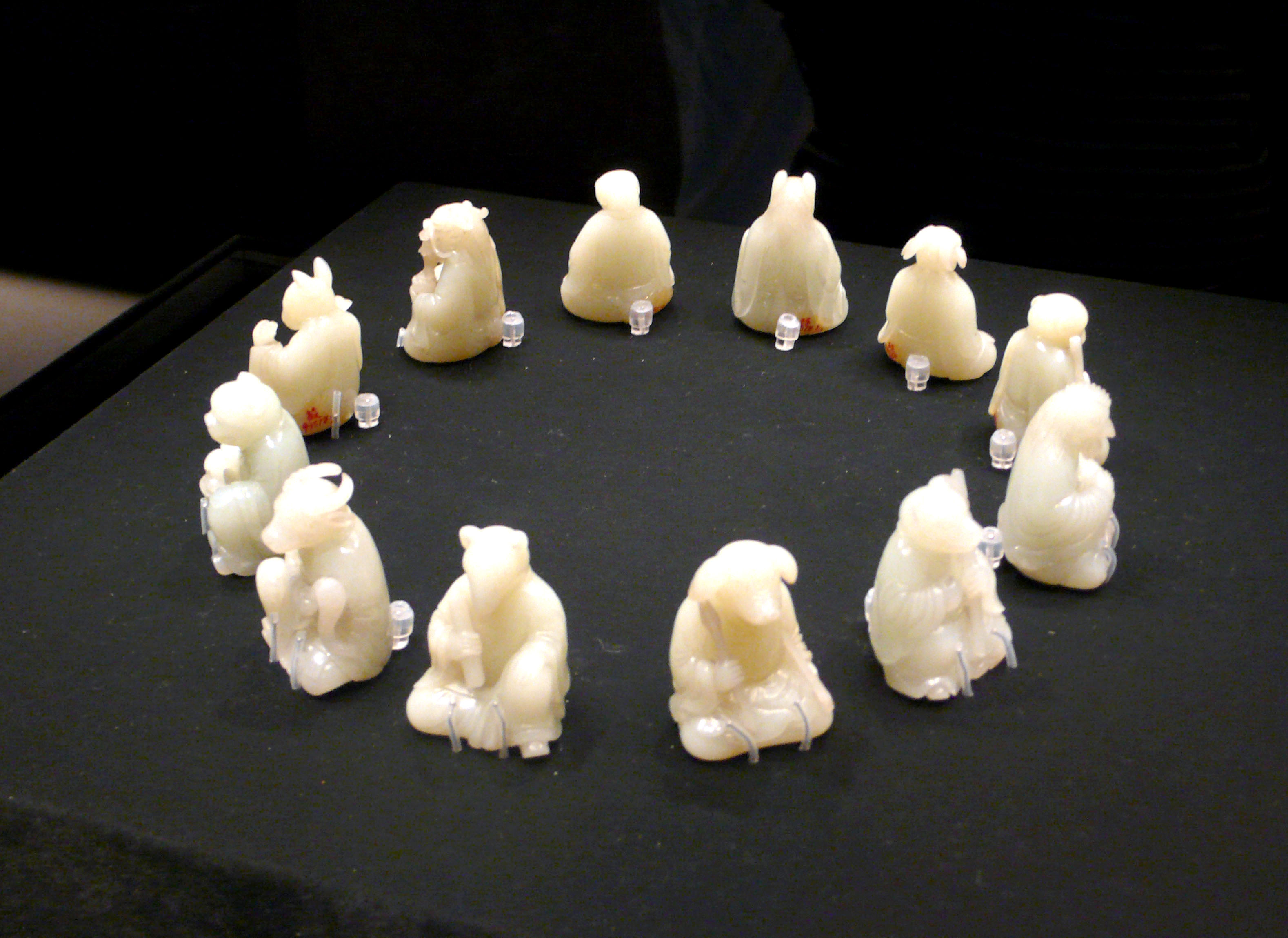
12 생초의 비취 피겨들.

생초(중국어: 生肖, 한어 병음: Shēngxiào, 한글 표기: 성샤오)는 12년 주기에 따라 각각의 해에 동물 하나와 그 동물을 가리키는 특징을 연관짓는 구조이며, 매년 음력 1월 1일 기준 또는 24절기 중 입춘 기준으로 하여 띠라고 부르기도 한다.
미래의 운명에 대한 체계적인 개요인데, 중국과 베트남, 한국 그리고 일본과 같은 동아시아의 여러 국가에서 통용된다. 

## 번역
영어 문화권에서 통용되는 용어로 직역하면, 중국 황도대(中國 黃道帶, Chinese Zodiac)이다.
여기에서 쓰인 용어, "황도대"는 서양의 황도대와의 몇 가지의 유사성을 반영한다. 그 둘은 모두 12 부분으로 분할되는 시간 주기를 지니며, 그중 다수가 각각 동물의 이름이 붙어 있고, 넓게는 한 사람의 삶에서 그 각각의 성격과 사건의 주기가 그 사람의 관계에 대한 효력을 지닌다고 여기는 문화와 연관된다. 그렇지만 중요한 차이점들도 있다. 12부분의 주기가 서양 황도대에서는 달로 분할되는 반면, 중국 황도대는 해로 분할된다. 서양의 황도대는 조디악(Zodiac)의 어원에 동물의 뜻을 내포하고 있음에도 불구하고, 몇 개는 동물이 아니지만, 중국 황도대는 전부 다 동물이다. 그리고 중국 황도대는 이름과는 달리 황도에 해당되는 것은 고사하고, 별자리와도 상관이 없다.

## 띠

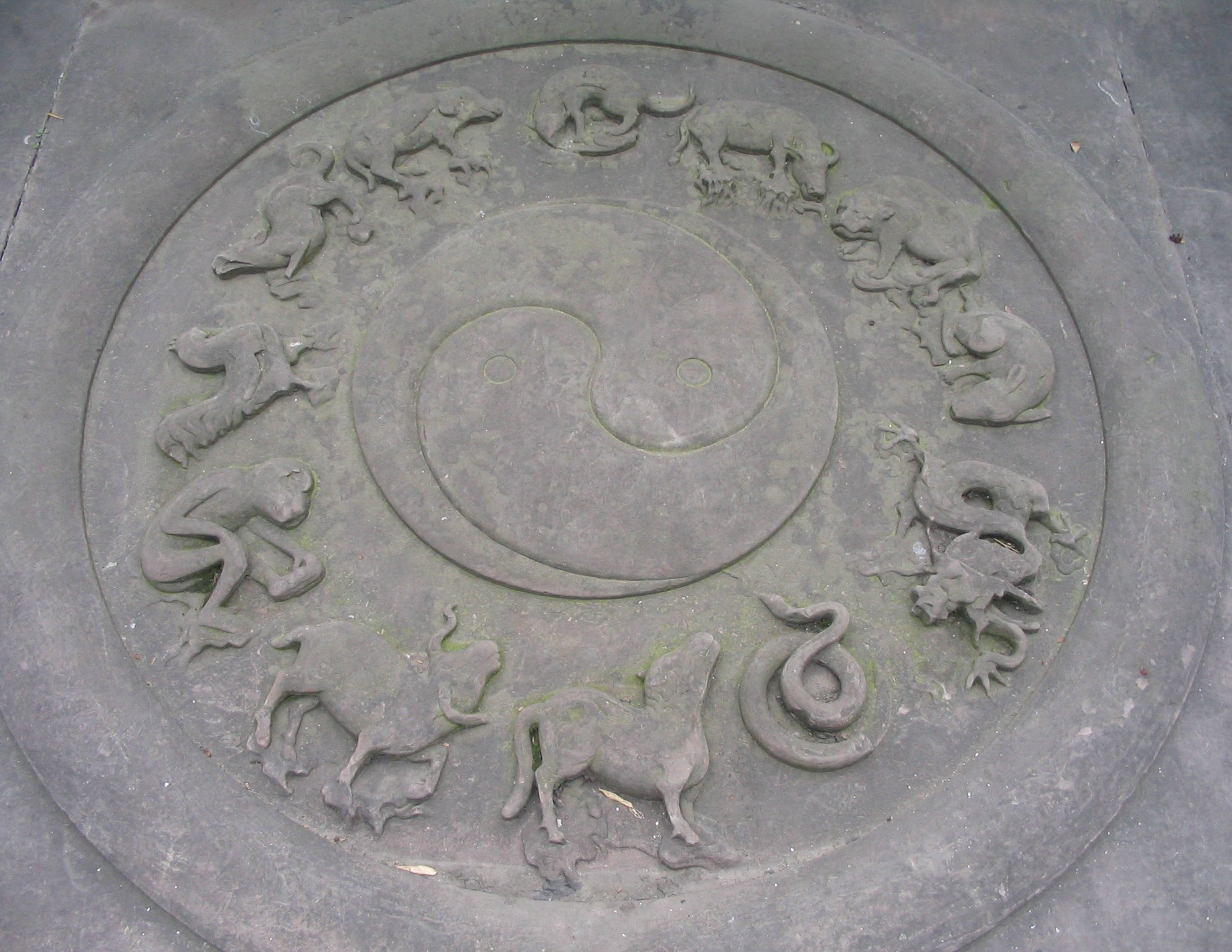
띠의 석각

전통적으로 띠는 쥐띠부터 시작된다. 다음은 순서대로 띠를 나열하며 그것의 한자, 연관된 지지(地支), 각각의 음양(陰陽)과 3분의 1대좌 순서 그리고 오행의 고정 원소를 덧붙인다.
1. 쥐: 서(鼠): 자(子): 양(陽, 1번째 대좌, 원소: 물
2. 소 우(牛): 축(丑): (베트남에서는 물소) 음(陰), 2번째 대좌, 원소: 물
3. 호랑이: 호(虎): 인(寅): 양(陽, 3번째 대좌, 원소: 나무
4. 토끼 토(兔 또는 兎): 묘(卯) (베트남에서는 고양이): 음, 4번째 대좌, 원소: 나무
5. 용: 용(龍 또는 龙): 진(辰): 양(陽), 1번째 대좌, 원소: 나무
6. 뱀: 사(蛇): 사(巳): 음(陰), 2번째 대좌, 원소: 불
7. 말: 마(馬 또는 马): 오(午) 양(陽), 3번째 대좌, 원소: 불
8. 양(또는 염소): 양(羊): 미(未) 음(陰), 4번째 대좌, 원소: 불
9. 원숭이: 후(猴): 신(申): 양(陽), 1번째 대좌, 원소: 쇠
10. 닭: 계(雞 또는 鸡): 유(酉): 음(陰), 2번째 대좌, 원소: 쇠
11. 개: 구(狗) 또는 견(犬): 술戌): 양(陽), 3번째 대좌, 원소: 쇠
12. 돼지: 저(豬 또는 猪): 해(亥): 음(陰), 4번째 대좌, 원소: 물

중국 점성술에서 이 동물 띠는 연(年, year)에 할당 되어 다른 사람들이 당신을 어떤 존재로 인식하고 있는지 또는 당신이 스스로를 어떻게 나타내는지를 상징한다. 연도에 할당된 동물들은 단 하나씩의 띠들이라는 개념과 중국 점성술에 대한 많은 서양의 묘사에서 그러한 체계로만 접근하는 것은 일반적인 오해이다. 띠는 연지(年支)라고 불리는 연도의 띠 이외에도 사실은 월(月, month)과 일(日, day) 그리고 십이시의 시진(時辰, hours)에 할당 되어, 각각 (내면의 띠인) 월지(月支), (실제 띠인) 일지(日支) 그리고 (비밀의 띠인) 시지(時支)를 대표한다.
예를 들어, 용해에 태어난 사람은 외견상으로는 용띠임과 동시에, (내면적으로는) 뱀띠일 수도 있고, (실제로는) 소띠일 수도 있고, (비밀스럽게는) 양띠일 수도 있다.

## 중국력

### 간지
사주(四柱)에서, 간지(干支)는 한 사람의 가문의 배경과 조부모와의 관계를 상징하는 기둥이다. 한 사람의 나이는 그 사람의 띠와 현재 연도의 띠와 추정상의 연배(십대나 20대, 40대 등)로써 연역할 수 있다. 예를 들어, 양띠인 사람은 2014년에 12세나 24세, 36세 또는 48세이며, 말띠인 사람은 그보다 한 살 더 많다.
다음의 표는 육십갑자의 60년 주기와 1924년부터 2043년의 120년 동안의 서양력에 부합된다. 이것은 음력만이 적용되어 있다. 어떤 점성학적 문헌들에 따르면, 육십갑자의 주기는 약 2월 4일경의 입춘(立春)에서 시작된다.
|                 | 연도                              | 연관 원소             | 천간   | 지지   | 해당 동물      | 연도                              |
| 1924년 ~ 1983년 | 1984년 ~ 2043년                   | 연관 원소             | 천간   | 지지   | 해당 동물      |                                   |
| --------------- | --------------------------------- | --------------------- | ------ | ------ | -------------- | --------------------------------- |
| 1               | 1924년 2월 5일 ~ 1925년 1월 23일  | 양(陽)의 목(木, 나무) | 갑(甲) | 자(子) | 서(鼠): 쥐     | 1984년 2월 2일 ~ 1985년 2월 19일  |
| 2               | 1925년 1월 24일 ~ 1926년 2월 12일 | 음(陰)의 목(木, 나무) | 을(乙) | 축(丑) | 우(牛): 소     | 1985년 1월 22일 ~ 1986년 2월 8일  |
| 3               | 1926년 2월 13일 ~ 1927년 2월 1일  | 양(陽)의 화(火, 불)   | 병(丙) | 인(寅) | 호(虎): 호랑이 | 1986년 2월 9일 ~ 1987년 1월 28일  |
| 4               | 1927년 2월 2일 ~ 1928년 1월 22일  | 음(陰)의 화(火, 불)   | 정(丁) | 묘(卯) | 토(兔): 토끼   | 1987년 1월 29일 ~ 1988년 2월 16일 |
| 5               | 1928년 1월 23일 ~ 1929년 2월 9일  | 양(陽)의 토(土, 흙)   | 무(戊) | 진(辰) | 용(龍): 용     | 1988년 2월 17일 ~ 1989년 2월 5일  |
| 6               | 1929년 2월 10일 ~ 1930년 1월 29일 | 음(陰)의 토(土, 흙)   | 기(己) | 사(巳) | 사(蛇): 뱀     | 1989년 2월 6일 ~ 1990년 1월 26일  |
| 7               | 1930년 1월 30일 ~ 1931년 2월 16일 | 양(陽)의 금(金, 쇠)   | 경(庚) | 오(午) | 마(馬): 말     | 1990년 1월 27일 ~ 1991년 2월 14일 |
| 8               | 1931년 2월 17일 ~ 1932년 2월 5일  | 음(陰)의 금(金, 쇠)   | 신(辛) | 미(未) | 양(羊): 양     | 1991년 2월 15일 ~ 1992년 2월 3일  |
| 9               | 1932년 2월 6일 ~ 1933년 1월 25일  | 양(陽)의 수(水, 물)   | 임(壬) | 신(申) | 후(猴): 원숭이 | 1992년 2월 4일 ~ 1993년 1월 22일  |
| 10              | 1933년 1월 26일 ~ 1934년 2월 13일 | 음(陰)의 수(水, 물)   | 계(癸) | 유(酉) | 계(鷄): 닭     | 1993년 1월 23일 ~ 1994년 2월 9일  |
| 11              | 1934년 2월 14일 ~ 1935년 2월 3일  | 양(陽)의 목(木, 나무) | 갑(甲) | 술(戌) | 구(狗): 개     | 1994년 2월 10일 ~ 1995년 1월 30일 |
| 12              | 1935년 2월 4일 ~ 1936년 1월 23일  | 음(陰)의 목(木, 나무) | 을(乙) | 해(亥) | 저(猪): 돼지   | 1995년 1월 31일 ~ 1996년 2월 18일 |
| 13              | 1936년 1월 24일 ~ 1937년 2월 10일 | 양(陽)의 화(火, 불)   | 병(丙) | 자(子) | 서(鼠): 쥐     | 1996년 2월 19일 ~ 1997년 2월 6일  |
| 14              | 1937년 2월 11일 ~ 1938년 1월 30일 | 음(陰)의 화(火, 불)   | 정(丁) | 축(丑) | 우(牛): 소     | 1997년 2월 7일 ~ 1998년 1월 27일  |
| 15              | 1938년 1월 31일 ~ 1939년 2월 18일 | 양(陽)의 토(土, 흙)   | 무(戊) | 인(寅) | 호(虎): 호랑이 | 1998년 1월 28일 ~ 1999년 2월 15일 |
| 16              | 1939년 2월 19일 ~ 1940년 2월 7일  | 음(陰)의 토(土, 흙)   | 기(己) | 묘(卯) | 토(兔): 토끼   | 1999년 2월 16일 ~ 2000년 2월 4일  |
| 17              | 1940년 2월 8일 ~ 1941년 1월 26일  | 양(陽)의 금(金, 쇠)   | 경(庚) | 진(辰) | 용(龍): 용     | 2000년 2월 5일 ~ 2001년 1월 23일  |
| 18              | 1941년 1월 27일 ~ 1942년 2월 14일 | 음(陰)의 금(金, 쇠)   | 신(辛) | 사(巳) | 사(蛇): 뱀     | 2001년 1월 24일 ~ 2002년 2월 11일 |
| 19              | 1942년 2월 15일 ~ 1943년 2월 4일  | 양(陽)의 수(水, 물)   | 임(壬) | 오(午) | 마(馬): 말     | 2002년 2월 12일 ~ 2003년 1월 31일 |
| 20              | 1943년 2월 5일 ~ 1944년 1월 24일  | 음(陰)의 수(水, 물)   | 계(癸) | 미(未) | 양(羊): 양     | 2003년 2월 1일 ~ 2004년 1월 21일  |
| 21              | 1944년 1월 25일 ~ 1945년 2월 12일 | 양(陽)의 목(木, 나무) | 갑(甲) | 신(申) | 후(猴): 원숭이 | 2004년 1월 22일 ~ 2005년 2월 8일  |
| 22              | 1945년 2월 13일 ~ 1946년 2월 1일  | 음(陰)의 목(木, 나무) | 을(乙) | 유(酉) | 계(鷄): 닭     | 2005년 2월 9일 ~ 2006년 1월 28일  |
| 23              | 1946년 2월 2일 ~ 1947년 1월 21일  | 양(陽)의 화(火, 불)   | 병(丙) | 술(戌) | 구(狗): 개     | 2006년 1월 29일 ~ 2007년 2월 17일 |
| 24              | 1947년 1월 22일 ~ 1948년 2월 9일  | 음(陰)의 화(火, 불)   | 정(丁) | 해(亥) | 저(猪): 돼지   | 2007년 2월 18일 ~ 2008년 2월 6일  |
| 25              | 1948년 2월 10일 ~ 1949년 1월 28일 | 양(陽)의 토(土, 흙)   | 무(戊) | 자(子) | 서(鼠): 쥐     | 2008년 2월 7일 ~ 2009년 1월 25일  |
| 26              | 1949년 1월 29일 ~ 1950년 2월 16일 | 음(陰)의 토(土, 흙)   | 기(己) | 축(丑) | 우(牛): 소     | 2009년 1월 26일 ~ 2010년 2월 13일 |
| 27              | 1950년 2월 17일 ~ 1951년 2월 5일  | 양(陽)의 금(金, 쇠)   | 경(庚) | 인(寅) | 호(虎): 호랑이 | 2010년 2월 14일 ~ 2011년 2월 2일  |
| 28              | 1951년 2월 6일 ~ 1952년 1월 26일  | 음(陰)의 금(金, 쇠)   | 신(辛) | 묘(卯) | 토(兔): 토끼   | 2011년 2월 3일 ~ 2012년 1월 22일  |
| 29              | 1952년 1월 27일 ~ 1953년 2월 13일 | 양(陽)의 수(水, 물)   | 임(壬) | 진(辰) | 용(龍): 용     | 2012년 1월 23일 ~ 2013년 2월 9일  |
| 30              | 1953년 2월 14일 ~ 1954년 2월 2일  | 음(陰)의 수(水, 물)   | 계(癸) | 사(巳) | 사(蛇): 뱀     | 2013년 2월 10일 ~ 2014년 1월 30일 |
| 31              | 1954년 2월 3일 ~ 1955년 1월 23일  | 양(陽)의 목(木, 나무) | 갑(甲) | 오(午) | 마(馬): 말     | 2014년 1월 31일 ~ 2015년 2월 18일 |
| 32              | 1955년 1월 24일 ~ 1956년 2월 11일 | 음(陰)의 목(木, 나무) | 을(乙) | 미(未) | 양(羊): 양     | 2015년 2월 19일 ~ 2016년 2월 7일  |
| 33              | 1956년 2월 12일 ~ 1957년 1월 30일 | 양(陽)의 화(火, 불)   | 병(丙) | 신(申) | 후(猴): 원숭이 | 2016년 2월 8일 ~ 2017년 1월 27일  |
| 34              | 1957년 1월 31일 ~ 1958년 2월 17일 | 음(陰)의 화(火, 불)   | 정(丁) | 유(酉) | 계(鷄): 닭     | 2017년 1월 28일 ~ 2018년 2월 15일 |
| 35              | 1958년 2월 18일 ~ 1959년 2월 7일  | 양(陽)의 토(土, 흙)   | 무(戊) | 술(戌) | 구(狗): 개     | 2018년 2월 16일 ~ 2019년 2월 4일  |
| 36              | 1959년 2월 8일 ~ 1960년 1월 27일  | 음(陰)의 토(土, 흙)   | 기(己) | 해(亥) | 저(猪): 돼지   | 2019년 2월 5일 ~ 2020년 1월 24일  |
| 37              | 1960년 1월 28일 ~ 1961년 2월 14일 | 양(陽)의 금(金, 쇠)   | 경(庚) | 자(子) | 서(鼠): 쥐     | 2020년 1월 25일 ~ 2021년 2월 11일 |
| 38              | 1961년 2월 15일 ~ 1962년 2월 4일  | 음(陰)의 금(金, 쇠)   | 신(辛) | 축(丑) | 우(牛): 소     | 2021년 2월 12일 ~ 2022년 1월 31일 |
| 39              | 1962년 2월 5일 ~ 1963년 1월 24일  | 양(陽)의 수(水, 물)   | 임(壬) | 인(寅) | 호(虎): 호랑이 | 2022년 2월 1일 ~ 2023년 1월 21일  |
| 40              | 1963년 1월 25일 ~ 1964년 2월 12일 | 음(陰)의 수(水, 물)   | 계(癸) | 묘(卯) | 토(兔): 토끼   | 2023년 1월 22일 ~ 2024년 2월 9일  |
| 41              | 1964년 2월 13일 ~ 1965년 2월 1일  | 양(陽)의 목(木, 나무) | 갑(甲) | 진(辰) | 용(龍): 용     | 2024년 2월 10일 ~ 2025년 1월 28일 |
| 42              | 1965년 2월 2일 ~ 1966년 1월 20일  | 음(陰)의 목(木, 나무) | 을(乙) | 사(巳) | 사(蛇): 뱀     | 2025년 1월 29일 ~ 2026년 2월 16일 |
| 43              | 1966년 1월 21일 ~ 1967년 2월 8일  | 양(陽)의 화(火, 불)   | 병(丙) | 오(午) | 마(馬): 말     | 2026년 2월 17일 ~ 2027년 2월 5일  |
| 44              | 1967년 2월 9일 ~ 1968년 1월 29일  | 음(陰)의 화(火, 불)   | 정(丁) | 미(未) | 양(羊): 양     | 2027년 2월 6일 ~ 2028년 1월 25일  |
| 45              | 1968년 1월 30일 ~ 1969년 2월 16일 | 양(陽)의 토(土, 흙)   | 무(戊) | 신(申) | 후(猴): 원숭이 | 2028년 1월 26일 ~ 2029년 2월 12일 |
| 46              | 1969년 2월 17일 ~ 1970년 2월 5일  | 음(陰)의 토(土, 흙)   | 기(己) | 유(酉) | 계(鷄): 닭     | 2029년 2월 13일 ~ 2030년 2월 2일  |
| 47              | 1970년 2월 6일 ~ 1971년 1월 26일  | 양(陽)의 금(金, 쇠)   | 경(庚) | 술(戌) | 구(狗): 개     | 2030년 2월 3일 ~ 2031년 1월 22일  |
| 48              | 1971년 1월 27일 ~ 1972년 2월 14일 | 음(陰)의 금(金, 쇠)   | 신(辛) | 해(亥) | 저(猪): 돼지   | 2031년 1월 23일 ~ 2032년 2월 10일 |
| 49              | 1972년 2월 15일 ~ 1973년 2월 2일  | 양(陽)의 수(水, 물)   | 임(壬) | 자(子) | 서(鼠): 쥐     | 2032년 2월 11일 ~ 2033년 1월 30일 |
| 50              | 1973년 2월 3일 ~ 1974년 1월 22일  | 음(陰)의 수(水, 물)   | 계(癸) | 축(丑) | 우(牛): 소     | 2033년 1월 31일 ~ 2034년 2월 18일 |
| 51              | 1974년 1월 23일 ~ 1975년 2월 10일 | 양(陽)의 목(木, 나무) | 갑(甲) | 인(寅) | 호(虎): 호랑이 | 2034년 2월 19일 ~ 2035년 2월 7일  |
| 52              | 1975년 2월 11일 ~ 1976년 1월 30일 | 음(陰)의 목(木, 나무) | 을(乙) | 묘(卯) | 토(兔): 토끼   | 2035년 2월 8일 ~ 2036년 1월 27일  |
| 53              | 1976년 1월 31일 ~ 1977년 2월 17일 | 양(陽)의 화(火, 불)   | 병(丙) | 진(辰) | 용(龍): 용     | 2036년 1월 28일 ~ 2037년 2월 14일 |
| 54              | 1977년 2월 18일 ~ 1978년 2월 6일  | 음(陰)의 화(火, 불)   | 정(丁) | 사(巳) | 사(蛇): 뱀     | 2037년 2월 15일 ~ 2038년 2월 3일  |
| 55              | 1978년 2월 7일 ~ 1979년 1월 27일  | 양(陽)의 토(土, 흙)   | 무(戊) | 오(午) | 마(馬): 말     | 2038년 2월 4일 ~ 2039년 1월 23일  |
| 56              | 1979년 1월 28일 ~ 1980년 2월 15일 | 음(陰)의 토(土, 흙)   | 기(己) | 미(未) | 양(羊): 양     | 2039년 1월 24일 ~ 2040년 2월 11일 |
| 57              | 1980년 2월 16일 ~ 1981년 2월 4일  | 양(陽)의 금(金, 쇠)   | 경(庚) | 신(申) | 후(猴): 원숭이 | 2040년 2월 12일 ~ 2041년 1월 31일 |
| 58              | 1981년 2월 5일 ~ 1982년 1월 24일  | 음(陰)의 금(金, 쇠)   | 신(辛) | 유(酉) | 계(鷄): 닭     | 2041년 2월 1일 ~ 2042년 1월 21일  |
| 59              | 1982년 1월 25일 ~ 1983년 2월 12일 | 양(陽)의 수(水, 물)   | 임(壬) | 술(戌) | 구(狗): 개     | 2042년 1월 22일 ~ 2043년 2월 9일  |
| 60              | 1983년 2월 13일 ~ 1984년 2월 1일  | 음(陰)의 수(水, 물)   | 계(癸) | 해(亥) | 저(猪): 돼지   | 2043년 2월 10일 ~ 2044년 1월 29일 |

### 월주와 절기
사주에서 월(月, month)의 간지(干支)인 월주(月主)는 한 사람의 부모나 유년 시절에 대한 정보를 담고 있는 기둥이다.
```
많은 중국 점성가들과 역술가들은 한 사람의 성년 이후의 삶의 환경을 결정하는 데 있어서 가장 중요한 것으로 여기고 있다.
```

열두 동물은 음력과 함께 전통적인 농사력과도 연결된다. 그 달력은 월 대신에 절기(節氣, solar terms)로 알려진
약 두 주(週, week)씩의 24 개의 기간들로 분할된다. 각각의 동물은 두 개씩의 절기에 결부되는데, 그 기간은 양력의 한 달과 비슷하다.
서양력인 양력에 비해서 많게는 한달 정도까지의 차이가 생기기도 하는 육십갑자의 음력과는 달리,
중국의 농사력인 절기는 매년 2월 3일이나 4일에 시작하므로 하루 정도의 차이만이 나타난다.
또한, 쥐띠부터 시작되는 육십갑자의 주기와는 달리 절기는 봄의 첫 번째 동물로써의 호랑이띠부터 시작된다.
각각의 띠는 양력의 1개월씩과 연결된다. 오행 중에서 각각의 원소들도 하나의 월과 연결되며 하나의 띠와 하나의 계절을 공유하는
각각의 원소는 띠의 고정 원소도 되는데, 사주에서는 그것에 양(陽)이나 음(陰)이 더해진 천간(天干)으로써 월간(月干)이라 불린다.
다른 한편으로는, 그 원소는 해당되는 띠에 그것의 특징들 중 일부를 전해준다고 여겨진다.
각각의 띠의 고정 원소는 연(年, year)의 띠와 시진(時辰, hours)의 띠에도 적용되며,
사주에서는 그것에 양이나 음이 더해진 천간으로써 각각 연간(年干)과 시간(時干)이라 불린다.
여기서, 절기의 고정 원소와 육십갑자의 주기에 해당되는 원소들의 주기는 별개라는 점에 유의할 필요가 있다.
다음의 표는 각각의 띠와 결부된 계절과 절기 그리고 그것에 해당하는 태양의 경도와 양력 기간을 나열하며,
괄호 안에는 한자와 중국어 발음을 명기한다.
| 계절 | 음력 월                          | 고정 원소    | 태양의 경도 | 절기                              | 양력 기간            |
| ---- | -------------------------------- | ------------ | ----------- | --------------------------------- | -------------------- |
| 봄   | 1번째: 호랑이: 인(寅, yin, 인)   | 목(木): 나무 | 314°        | 입춘(立春, lìchūn, 리춘)          | 2월 4일 ~ 2월 18일   |
| 봄   | 1번째: 호랑이: 인(寅, yin, 인)   | 목(木): 나무 | 329°        | 우수(雨水, yǔshuǐ, 유수이)        | 2월 19일 ~ 3월 5일   |
| 봄   | 2번째: 토끼: 묘(卯, mao, 마오)   | 목(木): 나무 | 344°        | 경칩(驚蟄, jīngzhé, 징쩌)         | 3월 6일 ~ 3월 20일   |
| 봄   | 2번째: 토끼: 묘(卯, mao, 마오)   | 목(木): 나무 | 0°          | 춘분(春分, chūnfēn, 츠운헌)       | 3월 21일 – 4월 4일   |
| 봄   | 3번째: 용: 진(辰, chen, 츠언)    | 토(土): 흙   | 14°         | 청명(清明, qīngmíng, 칭밍)        | 4월 5일 ~ 4월 19일   |
| 봄   | 3번째: 용: 진(辰, chen, 츠언)    | 토(土): 흙   | 29°         | 곡우(穀雨, gǔyǔ, 꾸유)            | 4월 20일 ~ 5월 4일   |
| 여름 | 4번째: 뱀: 사(巳, si, 씨)        | 화(火): 불   | 44°         | 입하(立夏, lìxià, 리시아)         | 5월 5일 ~ 5월 20일   |
| 여름 | 4번째: 뱀: 사(巳, si, 씨)        | 화(火): 불   | 59°         | 소만(小滿. xiǎomǎn, 시아오만)     | 5월 21일 ~ 6월 5일   |
| 여름 | 5번째: 말: 오(午, wu, 유)        | 화(火): 불   | 74°         | 망종(芒種, mángzhòng, 망종)       | 6월 6일 – 6월 20일   |
| 여름 | 5번째: 말: 오(午, wu, 유)        | 화(火): 불   | 89°         | 하지(夏至, xiàzhì, 시아지)        | 6월 21일 ~ 7월 6일   |
| 여름 | 6번째: 양: 미(未, wei, 워이)     | 토(土): 흙   | 104°        | 소서(小暑, xiǎoshǔ, 샤오수)       | 7월 7일 ~ 7월 22일   |
| 여름 | 6번째: 양: 미(未, wei, 워이)     | 토(土): 흙   | 119°        | 대서(大暑, dàshǔ, 따수)           | 7월 23일 ~ 8월 6일   |
| 가을 | 7번째: 원숭이: 신(申, shen ,선)  | 금(金): 쇠   | 134°        | 입춘(立秋, lìqiū, 리츄)           | 8월 7일 ~ 8월 22일   |
| 가을 | 7번째: 원숭이: 신(申, shen ,선)  | 금(金): 쇠   | 149°        | 처서(處暑, chùshǔ, 츠우수)        | 8월 23일 ~ 9월 7일   |
| 가을 | 8번째: 닭: 유(酉, you, 여우)     | 금(金): 쇠   | 164°        | 백로(白露, báilù, 빠이루)         | 9월 8일 ~ 9월 22일   |
| 가을 | 8번째: 닭: 유(酉, you, 여우)     | 금(金): 쇠   | 181°        | 추분(秋分, qiūfēn, 추헌)          | 9월 23일 ~ 10월 7일  |
| 가을 | 9번째: 개: 술(戌, xu, 수)        | 토(土): 흙   | 194°        | 한로(寒露, hánlù, 한루)           | 10월 8일 ~ 10월 22일 |
| 가을 | 9번째: 개: 술(戌, xu, 수)        | 토(土): 흙   | 211°        | 상강(霜降, shuāngjiàng, 수앙지앙) | 10월 23일 ~ 11월 6일 |
| 겨울 | 10번째: 돼지: 해(亥, hai, 하이)  | 수(水): 물   | 224°        | 입동(立冬, lìdōng, 리똥)          | 11월 7일 ~ 11월 21일 |
| 겨울 | 10번째: 돼지: 해(亥, hai, 하이)  | 수(水): 물   | 244°        | 소설(小雪, xiǎoxuě, 사오수어)     | 11월 22일 ~ 12월 6일 |
| 겨울 | 11번째: 쥐: 자(子, zi, 지)       | 수(水): 물   | 251°        | 대설(大雪, dàxuě, 따수어)         | 12월 7일 – 12월 21일 |
| 겨울 | 11번째: 쥐: 자(子, zi, 지)       | 수(水): 물   | 271°        | 동지(冬至, dōngzhì, 똥지)         | 12월 22일 ~ 1월 5일  |
| 겨울 | 12번째: 소: 축(丑, chou, 츠어우) | 토(土): 흙   | 284°        | 소한(小寒, xiǎohán, 시아오한)     | 1월 6일 ~ 1월 19일   |
| 겨울 | 12번째: 소: 축(丑, chou, 츠어우) | 토(土): 흙   | 301°        | 대한(大寒, dàhán, 따한)           | 1월 20일 ~ 2월 3일   |

### 일주
사주에서의 일(日, day)의 간지(干支)인 일주(日主)는 한 사람과 그 사람의 배우자 그리고 결혼 생활을 나타낸다.

### 시주
띠는 하루의 시간에도 사용되는데, 각각의 띠는 십이시로 나뉘는 2 시간씩(24시/12띠)의 시(時辰)에 해당된다. 따라서, 그것을 결정하기 위해서는 정확한 출생시각을 알고 있는 것이 중요하다. 띠의 동물은 한 사람의 출생 시간과 같은 가장 작은 분모에 의해 결정되기 때문에, 그 띠는 한 사람의 가장 진실된 표현을 나타낸다고 여겨진다. 그러한 띠는 여러분의 지방시가 아닌 하늘에서의 태양의 위치에 근거하므로, 일광 절약 시간제에 해당된다면 실제 시간으로 보정하는 것도 중요하다. 그러나, 몇몇 온라인 역술 사이트에서는 이미 일광 절약 시간제를 고려하고 있으며, 역술가들은 정확한 해석을 위해서 당신이 모르는 그러한 시간제를 보정할 수도 있다.
사주에서, 시진의 간지인 시주(時主)는 한 사람의 자녀와 세상이나 삶의 후기에 대한 기여에 관한 정보를 나타낸다. 다음은 시간별 띠인 시지(時支)를 순서대로 나열 한 것으로 띠의 일반적인 순서와 마찬가지로 자시(子時)에서 시작하여 해시(亥時)에서 끝난다.
- 23:00 ~ 00:59: 자(子): 쥐
- 01:00 ~ 02:59: 축(丑): 소
- 03:00 ~ 04:59: 인(寅): 호랑이
- 05:00 ~ 06:59: 묘(卯): 토끼
- 07:00 ~ 08:59: 진(辰): 용
- 09:00 ~ 10:59: 사(巳): 뱀
- 11:00 ~ 12:59: 오(午): 말
- 13:00 ~ 14:59: 미(未): 양
- 15:00 ~ 16:59: 신(申): 원숭이
- 17:00 ~ 18:59: 유(酉): 닭
- 19:00 ~ 20:59: 술(戌): 개
- 21:00 ~ 22:59: 해(亥): 돼지

## 화합성
띠는 고대의 5원소인 오행에 이론에 따라 파생되었다. 모든 띠는 오행으로 이루어져 있다. 그 원소들 사이의 관계는 보간과 상호 작용, 과장 그리고 대응으로써, 그것들은 우주에서의 창조물들의 행동과 변화에 있는 일반적인 법직으로 여겨진다. 다른 띠의 해에 태어난 사람들은 다른 개성들을 가진다. 사랑이나 결혼에 대한 삶의 지침이 될 수도 있는 화합성의 세목을 살펴볼 수 있다. 다음은 띠의 상성(相性)표이다.
| 띠     | 최고 조화            | 조화                                     | 부조화           |
| ------ | -------------------- | ---------------------------------------- | ---------------- |
| 쥐     | 용, 원숭이, 소       | 쥐, 뱀, 돼지, 개, 호랑이                 | 말, 토끼, 닭, 양 |
| 소     | 쥐, 뱀, 닭           | 소, 호랑이, 원숭이, 용, 토끼, 돼지       | 말, 양, 개       |
| 호랑이 | 말, 개, 용           | 쥐, 소, 호랑이, 용, 양, 닭, 돼지, 뱀     | 원숭이           |
| 토끼   | 양, 개, 돼지         | 토끼, 뱀, 원숭이, 소, 용, 말             | 쥐, 닭           |
| 용     | 쥐, 원숭이, 뱀, 닭   | 호랑이, 닭, 용, 양, 말, 돼지, 소, 토끼   | 개               |
| 뱀     | 소, 닭, 용           | 쥐, 토끼, 원숭이, 뱀, 말, 양, 개, 호랑이 | 돼지             |
| 말     | 호랑이, 양, 개       | 용, 뱀, 원숭이, 닭, 돼지, 토끼, 말       | 쥐, 소           |
| 양     | 토끼, 말, 돼지       | 호랑이, 용, 뱀, 양, 원숭이, 쥐, 닭       | 쥐, 소           |
| 원숭이 | 쥐, 용, 토끼, Sheet  | 소, 토끼, 말, 양, 원숭이, 뱀, 개, 돼지   | 호랑이           |
| 닭     | 소, 뱀, 용           | 호랑이, 말, 양, 닭, 개, 돼지             | 토끼, 쥐         |
| 개     | 호랑이, 말, 양, 토끼 | 쥐, 뱀, 양, 원숭이, 닭, 개, 토끼         | 소, 용           |
| 돼지   | 양, 토끼, 개         | 쥐, 소, 호랑이, 용, 말, 닭, 돼지         | 뱀               |

## 사주
사주(四柱)의 기법은 한나라 시대로 거슬러 올라가며, 오늘날에도 풍수(風水)의 점성학과 일반적 분석에 여전히 사용된다. 사주는 직역하면 네 개의 기둥인데, 중국 문헌들에서 사주의 도표는 그것들로 분류된다. 각각의 기둥은 천간과 지지를 포함하며, 각각의 기둥은 출생의 연도와 월, 일 그리고 시간과 관계된다. 첫 번째 기둥은 연도의 띠와 원소를 말하며, 두 번째 기둥은 월의 띠와 원소를 뜻하며, 세 번째 기둥은 일의 띠와 원소를 그리고 마지막 기둥은 시진의 띠와 원소를 의미한다. 여기서, 각각의 띠와 원소는 지지와 천간에 해당된다. 사주에서, 연의 기둥인 연주(年住)은 당신의 조상이나 초년기에 대한 정보이다. 월의 기둥인 월주(月住)는 당신의 부모와 성장기에 대한 정보이다. 일의 기둥인 일주(日住)는 당신과 배우자 또는 성년기에 대한 정보이다.시의 기둥인 시주(時住)는 자녀나 생애의 후기에 대한 정보이다.

## 띠의 기원 설화
생초의 시작을 설명하는 많은 우화와 설화가 있다. 한나라 때부터, 십이지가 하루의 시간을 기록하는 데 사용되어오고 있다. 그러나, 재미와 편의의 목적으로 그것들은 열두 동물로 대체되었다. 24시간은 12 기간씩으로 분할되며, 그 동물들의 행동 묘사는 기억술이 된다.
하나의 지지는 두 시간의 기간이다. 일곱 번째 지지인 말이 이 주기의 중심으로써, 오전 11시부터 오후 12시까지의 기간이나 오후를 뜻한다.
- 쥐(자시): 23:00 ~ 00:59: 이 시간은 쥐가 먹이를 찾느라 가장 분주한 때이다. 쥐는 앞다리의 발가락 수와 뒷다리의 발가락 수가 다른데, 그러므로 쥐는 "전환"이나 "새로운 시작"의 상징성을 얻었다.
- 소(축시): 01:00 ~ 02:59: 이 시간은 소가 느리고 편안하게 되새김질을 시작하는 때이다.
- 호랑이(인시): 03:00 ~ 04:59: 이 시간은 호랑이가 먹이에 상처내며 사나움을 드러내는 때이다.
- 토끼(묘시): 05:00 ~ 06:59: 이 시간은 우화에 따르면 달에 사는 옥토끼가 약초를 찧느라 바쁜 때이다.
- 용(진시): 07:00 ~ 08:59: 이 시간은 용이 비를 뿌리기 위해 하늘에 멈춰 떠있는 때이다.
- 뱀(사시): 09:00 ~ 10:59: 이 시간은 뱀이 굴을 떠나는 시간이다.
- 말(오시): 11:00 ~ 12:59: 이 시간은 태양이 높이 떠있으므로, 다른 동물들은 쉬려고 누워있는데 반해, 말은 계속 서 있는 시간이다.
- 양(미시): 13:00 ~ 14:59: 이 시간은 양이 풀을 뜯으며, 자주 오줌 싸는 때이다.
- 원숭이(신시): 15:00 ~ 16:59: 이 시간은 원숭이가 활기 넘치는 때이다.
- 닭(유시): 17:00 ~ 18:59: 이 시간은 닭이 우리로 되돌아 가기 시작하는 때이다.
- 개(술시): 19:00 ~ 20:59: 이 시간은 개가 집지키는 의무를 수행하기 시작하는 때이다.
- 돼지(해시): 21:00 ~ 22:59: 이 시간은 돼지가 단잠에 빠져있는 때이다.

### 위대한 경주
다른 민간 설화에서는 동물의 왕국에서 고양이와 쥐가 꼴찌 수영수들이라고 한다. 그것들은 수영은 꼴찌지만, 모두 매우 영리했다. 옥황상제는 동물들을 연회에 초대하며, 도착한 순서대로 각각의 달력의 연들에 동물의 이름을 붙일 것이라고 공표했다. 그들은 그 연회에 참여하기 위해서 강을 건너야 했다. 고양이와 쥐는 강을 건너는 가장 빠른 방법으로 소의 등에 타고 가기로 결정했다. 순진하고 온화한 소는 그 둘을 모두 태우고 건너는데 동의했다. 강의 중간쯤 와서 쥐는 고양이를 물로 밀어버렸다. 그리고는 강의 맞은면 기슭에 가까이 왔을 때, 쥐는 강물을 뛰어 넘어 강가에 가장 먼저 도착했다. 그러므로, 그는 경주와 띠에서 모두 첫 번째 자리를 차지했다.
바로 뒤에 도착한 힘센 소가 띠의 두 번째 동물의 이름이 되었다. 소 다음으로 호랑이가 도착하여 숨을 헐떡거리며, 옥황상제에게 내내 하류로 자기를 밀어내는 극심한 조류를 지닌 강을 건너기가 얼마나 어려웠는지를 설명했다. 강력한 힘을 가진 호랑이는 띠 주기의 세 번째로 강가에 도착해서 그 순서의 이름이 붙여졌다.
갑자기, 멀리서 쿵 소리가 들리더니, 토끼가 도착했다. 그것은 어떻게 강을 건넜는지를 설명했다. 토끼는 돌과 돌을 뒤어 넘으며 재빠르게 왔다고 했는데, 사실은 반쯤 와서는 경주에서 거의 벗어나 있었지만, 운 좋게도 떠있는 통나무를 순식간에 움켜잡고 강가로 떠밀려 왔다. 그렇게 토끼는 띠 주기의 네 번째 동물이 되었다. 다섯 번째 순위에는 용이 있었다. 물론, 옥황상제는 용과 같은 빠르게 비행하는 창조물이 어째서 일등으로 도착하지 못했는지에 대해서 심히 궁금해 했다. 거대한 용은 땅의 사람들과 생물들을 위해 멈춰서 비를 뿌려야 했고 그래서 뒤쳐졌다고 설명했다. 그리고 나서, 그것은 결승점으로 가는 길에, 통나무에 달라붙어 있는 작고 힘없는 토끼를 보았고 그것이 강가에 도착할 수 있도록 숨을 훅 불어 주는 선행을 했다. 옥황상제는 용의 행동에 매우 감탄하였고, 그것은 띠의 주기에 더해졌다. 그리고는 곧바로 말달리는 소리가 들려왔고 말이 보였다. 말의 발굽에 숨어 있던 뱀의 출현은 말을 놀라게 하여 늦어지게 만들었고, 6위는 뱀에게 돌아간 반면, 말은 7위가 되었다.
그 후 오래가지 않아서, 근소한 차이로 양과 원숭이 그리고 닭이 순서대로 강가에 도착했다. 그 세 동물은 그들이 오는 길에 서로를 도왔다고 했다 닭은 뗏목을 발견하고 다른 두 동물도 거기에 태웠다. 양과 원숭이는 해초를 치웠고, 당기기를 반복하여 마침내 뗏목을 강가에 댈 수 있었다. 옥황상제는 그것들의 협동에 감복하였고, 즉시 양은 여덟번째 띠로, 원숭이는 아홉번째 띠로 그리고 닭은 열번째 띠로 이름 붙였다.
열한번째 동물은 개다. 그것은 뛰어난 수영수로 추측되는데도 불구하고, 강에서 조금 더 놀고자 하는 유혹을 뿌리치지 못했다. 그것은 늦은 것에 대한 변명으로 오랜 경계 후에 충분한 목욕이 필요해서라고 했다. 그러한 이유로, 개는 결승선 내에 들지 못할뻔했다. 옥황상제가 그것들을 하루라고 칭하기 직전에, 작은 돼지에게서 꿀꿀거리는 우는 소리가 들려왔다. 돼지는 경주 중에 배가 고팠고, 즉시 멈춰서 포식했고, 이내 잠에 빠져들었다. 돼지는 잠깐의 잠에서 깬 다믐에 경주를 지속했고 띠 주기의 열두 번째 동물의 이름이 되었다. 물에 빠졌던 고양이는 13번째로 들어 왔지만 띠에 포함되지는 않았다. 고양이가 언제나 쥐를 쫓는 이유는 쥐에게 복수하기 위해서라고 한다.
또 다른 민간 설화는 연회의 참석일에 쥐가 소와 만났다고 한다. 그것은 이렇게 생각했다. '소는 가장 빠르고, 힘센 동물이야!' 따라서, 작은 쥐는 소에게 간책을 부렸다. 그것은 소에게 노래를 들려주고 싶다고 했다. 쥐는 입을 움직였지만 아무 소리도 내지 않았다. "어때?"라고 쥐가 물었고 소는 "작은 쥐야. 미안한데, 너의 소리는 들리지 않아." 쥐는 소에게 노랫소리가 더 잘들릴 수 있도록 등위로 뛰어 올라가게 해달라고 말했고 소는 동의 했다. 소는 이내 노래 듣기로 한 것도 모르고서 걸었고 쥐가 등에 타고 있다는 것도 잊어버렸다. 연회장에 거의 다 왔을 때, 쥐는 뛰어 내려 첫 번째 자리를 차지했다. 그 다음에 소와 다른 동물들이 뒤를 이었다.
불교에서, 한 전설은 부처가 속세를 떠나기 전에 지상의 모든 동물을 호출했지만, 13 가지의 동물만이 그에게 인사하러 찾아왔다. 그는 그 동물들에게 보답하고자 그것들 각각의 이름을 따서 연도의 이름을 지었다. 연도의 순서는 그것들이 도착한 차례로 부여되어 있다.
띠의 12 동물은 현재판이 되기까지 중국 문명의 초기 국면의 수백년에 걸쳐서 발전해 온 것이 분명하지만, 그것의 실제 기원을 조사하기란 무척 어렵다. 대부분의 역사가들은 띠의 열두 동물이 형성되고부터 인도로부터 불교와 함께 고양이가 소개되기 전까지 고양이는 그 목록에 없었다는데 동의한다.
또 다른 설화는 신이 어느날 밤의 연회에 동물들을 초대했다고 전한다. 쥐는 이웃에게 간계를 쓰기를 좋아했는데, 고양이에게 다음날에 연회가 열린다고 말했다. 고양이는 이웃인 쥐의 말을 믿었고 연회 날에 잠을 잤다. 다음날 쥐가 가장 먼저 도착했고, 소와 호랑이 그리고 나머지 동물들이 뒤를 이었다. 그것들이 도착한 순서대로 동물들의 순위도 결정되었다. 고양이는 망연자실했고 언제나 쥐를 미워하기로 다짐했다. 이 민간 전승에서 그러함이 고양이가 쥐를 쫓는 이유이다. 이 이야기는 유명한 일본 만화 후르츠 바스켓에서 사용되었다.

## 영어 번역의 문제
한자로 된 동물 이름을 영어로 번역하면 동의어들이 생기는데, 그 영어 문헌과 그것의 한국어 번역은, 고대 중국의 띠가 아닌 동물이 나올 수도 있다. 예를 들어, 양(羊)은 숫양(ram)과 염소(goat), 면양(Sheep)등의 동의어가 생긴다. 유사하게, 중국어에서는 쥐(rat)의 두가지 속이 구별되는 단어가 없기 때문에, 서(鼠)는 생쥐(mouse)로도 번역될 수 있다. 해(豬)는 돼지이지만, 때때로 일본식으로 멧돼지로 번역된다. 우(牛)는 분명히 젖소나 소의 의미이지 물소인 수우(水牛)는 아니다. 계(雞)는 영어로 번역될 때 닭(chicken) 이나 암탉(hen) 혹은 수탉(rooster 또는 cock)인데, 가장 일반적으로 수탉(rooster, 루스터)을 사용한다.

## 각국의 띠
띠는 중국 외에 다른 문화권에서도 사용된다. 예를 들어 그것들은 한국의 설날과 일본의 정월 연하장과나 우표에 자주 등장한다. 미국 우편 공사 뿐만 아니라, 다른 여러 국가들의 우편 공사들에서도 매년마다 "~년" 또는 해당 띠의 그림이 그려진의 우표를 발행하므로 이러한 중국의 문화 유산에 경의를 표한다.
띠를 묘사한 중국의 생초 주화는 캐나다의 은단풍잎 주화에 영감을 주었다. 호주와 한국 그리고 몽골도 역시 띠에 관한 다양한 기념 주화를 발행한다. 띠는 세계의 많은 정부들과 조폐국들에서 사용하는 국제적으로 인기 있는 소재이다.
띠는 중국의 문화적 영향을 받아오고 있는 아시아의 다른 국가들에서도 사용된다. 그러나, 띠의 동물 가운데 몇 개는 나라마다 다를 수도 있다.

### 동아시아
한국의 띠는 중국의 것과 같다. 베트남의 띠는 소 대신에 물소이고 토끼 대신에 고양이인것만 제외하면 중국의 것과 거의 동일하다. 일본의 띠는 돼지 대신에 멧돼지가 포함된다. 태국의 띠는 용의 자리에 나가가 포함된다. 그리고, 태국인들은 새로운 띠해의 시작일이 중국의 설과 같지 않지만, 사용 목적에 따라 태국 음력으로 5월 1일이나 송크란 축제 동안(현재 매년 4월 13~15일)이라고 간주한다. 그러나, 일본은 1873년부터 새로운 해의 시작을 그레고리력으로 1월 1일에 기념한다.

### 불가르족과 훈족 그리고 튀르크족
유럽의 훈족은 용과 돼지가 있는 중국의 띠를 사용했다. 발칸 반도의 불가리아에서 그러한 중국-튀르크의 띠는 불가르족이 슬라브어와 동방 정교회를 채택할 때까지 줄곧 사용되었다. 다음은 그리스의 황도대와는 구별 되지만, 중국의 것과는 상당 부분 일치하는 훈족 또는 튀르크 불가리아의 이교도 황도대 달력이다.

#### 토레력
연도의 이름:
1. 쿠즈게: 사라바나(의 해): 쥐
2. 쉬게르(시게르): 아르톰(황소자리)
3. 쿠만(이멘)
4. 우구르: 호랑이, 미아체 우구르:호랑이
5. 타우슈만: 토끼
6. 사마르: 용, 비르군(베르겐, 비리그, 바라디): 용
7. 딜란: 뱀
8. 티카: 말
9. 테케: 양
10. 비친, 미친: 원숭이
11. 타부크: 닭(터키어에서는 v의 ㅂ이 ㄱ으로 발음돼서 타구크이다. 동사형은 도그메크, 오그메크이다.)
12. 이트: 개
13. 시우슈마: 돼지(하지만, 많은 사람들[누가?]이 그것과 멧돼지를 혼동한다.)(그것은 터기어와 러시아어로 "카반"인데, 어떤 번역자[누가?]는 터키어로 "뚱뚱한"을 뜻하는 '시스만과 같은 어원을 지닌다고 한다.)

카자흐스탄에서도 중국의 생초와 유사한 동물의 띠를 사용하지만, 용은 달팽이(카자흐어: улу)로 대용되며, 호랑이는 표범(카자흐어: барыс)으로 등장한다.
몽골에서, 12년의 동물들은 12년이라는 뜻의 "아르반 허여르 질(Арван хоёр жил)"이라 불린다.
1. 훌가나(Хулгана): 쥐
2. 우헤르(Үхэр): 소(우헤르는 젖소의 일반적인 명칭이다.)
3. 바르(Бар): 호랑이(몽골어로 바르스는 표범이다.)
4. 투울라이(Туулай): 토끼
5. 루우(Луу): 용
6. 모고이(Могой): 뱀
7. 모리(Морь): 말
8. 호니(Хонь): 양
9. 비츠(Бич 또는 Мич), 비친(Бичин), 미친(Мичин), 메친(Мэчин): 원숭이
10. 타히야(Тахиа: 닭
11. 노호이(Нохой): 개
12. 가하이(Гахай): 돼지(가하이는 돼지의 일반적인 명칭이지만, 야생 멧돼지도 될 수 있다.)

## 같이 보기
- 십이지